# Dol pod Gojko
Dol pod Gojko – wieś w Słowenii, w gminie Vojnik. W 2018 roku liczyła 213 mieszkańców.